# Операция «Фоча»
Операция «Фоча», другое название операция «Трио-2» (нем. Unternehmen «Foca», хорв. Operacija Foča, нем. Unternehmen «Trio II», итал. L'operazione Trio II) — совместная антипартизанская операция германских, итальянских и усташско-домобранских войск против сил Народно-освободительной партизанской и добровольческой армии Югославии (НОПиДАЮ), 2-й этап цикла операций «Трио». Проводилась со 2 по 15 мая 1942 года на территории Восточной Боснии.

## Предыстория
Первая крупномасштабная совместная антипартизанская операция германских, итальянских и усташско-домобранских войск в Восточной Боснии на территории Независимого государства Хорватия проводилась в два этапа в период с 22 апреля 1942 года с целью уничтожения группировок партизан и четников. В ходе первого этапа (операция «Трио-1») немецкие и хорватские войска в период с 22 по 30 апреля деблокировали окружённый партизанами гарнизон усташей и домобран в городе Рогатица, а также в основном зачистили от повстанцев район Восточной Боснии к северу от демаркационной линии. Партизаны были вытеснены из немецкой в итальянскую зону ответственности НГХ.

## Цель, ход и итоги операции
Второй этап цикла операций, имевший в зависимости от языка штабного делопроизводства условные наименования «Трио-2» и «Фоча», войска союзников начали  2 мая 1942 года. Замысел операции состоял в окружении и ликвидации группировки НОПиДАЮ в районе Сараево — Горажде — Фоча — Калиновик. В операции участвовали одна немецкая и три итальянские двизии. Итальянцам в операции отводилась основная роль. Немецкая 718-я пехотная дивизия наступала пятью боевыми группами вместе с приданными усташско-хорватскими подразделениями с северо-востока на контролируемый партизанами район между Фочей и Трново, тесня их на юг, в подготавливаемый итальянцами «котёл». Южный сегмент кольца окружения от Калиновика в сторону Фочи и до Вишеграда должны были замкнуть три итальянские дивизии. Итальянская 1-я альпийская дивизия «Тауринензе» продвигалась с северо-запада через Трново по направлению на Калиновик и Яхорину. На встречу ей и 5-й альпийской дивизии «Пустерия» шла с юга двумя колоннами — одна вдоль дороги Невесине — Улог — Калиновик, а другая из Гацко на Фочу — 22-я пехотная дивизия «Каччиатори делле Альпи». 5-я альпийская дивизия «Пустерия» блокировала пути вероятного отхода партизан на восток через Дрину.
4 мая 718-я дивизия форсировала реку Прача и, не встречая сильного сопротивления партизан, до 6 мая прочесала местность между населёнными пунктами Месичи, Устипрача и Горажде . 8 мая подразделения дивизии заняли без боя левобережную сторону Горажде и пленили в его околицах около 5000 человек, преимущественно беженцев, так как только незначительная часть из них была вооружена. 10 мая немецкие войска и части дивизии «Пустерия» вошли в Фочу, оставленную партизанами 1-й Пролетарской бригады. После Фочи немцы повернули на запад и прочесали участок дороги Фоча — Калиновик. Этими действиями задача 718-й дивизии в операции «Трио-2» была завершена.
Дивизия «Тауринензе» с началом операции зачистила районы Сараева и 9 мая заняла без боя город Трново. На пути к селу Добро-Поле преодолела сопротивление Калиновикского партизанского отряда и принудила его к отступлению. 10 мая передовые подразделения «Тауринензе» установили первый контакт с частями 718-й дивизии. 11 и 12 мая без боя заняли Добро-Поле и деблокировали Калиновик.
Дивизия «Пустерия» действовала на участке с большой концентрацией партизанских формирований. 1 мая её подразделения отбили трёхчасовую атаку партизан на Чайниче. 5 мая опорный пункт дивизии в Милено подвергся сильной атаке партизан, отражённой с большими потерями. На следующий день последовало нападение на колонну с провиантом на околице Чайниче. После этого в столкновениях с партизанами дивизия понесла новые потери, утратив до 8 мая 20 человек убитыми и 30 ранеными. 10 мая повторилась атака на Милено, после чего партизаны отступили из района Чайниче и Горажде к окрестностям Плевли. Последний бой подразделений дивизии с партизанами в ходе операции «Трио-2» состоялся во время атаки 2-й Пролетарской бригады на Фочу в ночь с 18 на 19 мая. Во время двухчасового боя было убито 2 итальянских офицера и 2 солдата, а также несколько человек ранено. Потери партизан не были установлены.
Задача дивизии «Каччиатори делле Альпи» состояла в охвате партизанского района с юга с целью замкнуть кольцо окружения, соединившись с итальянскими дивизиями около Фочи и Добро-Поля. Дивизия должна была наступать из Невесине двумя тактическими полковыми боевыми группами: одна через Гацко на Фочу, другая — на Калиновик и Добро-Поле. Уже при выдвижении на исходную позицию у города Гацко, блокированного партизанами, дивизия встретила ожесточённое сопротивление партизан. Бои у Гацко длились с 25 до 28 апреля и стоили итальянцам 7 человек убитыми, 34 ранеными и 54 пропавшими без вести. Через неделю после деблокады Гацко, дивизия начала 6 мая пробиваться на север. Боевой группе, шедшей на направлении Улог — Калиновик — Добро-Поле, противостояла группировка партизан численностью около 1300 человек. Центр партизанской обороны находился в Улоге, располагавшем укреплениями, построенными австро-венгерской армией. Продвижение итальянцев было медленным. 8 мая в 14 часов дня дивизия овладела Улогом, но далее наступление замедлилось ещё больше. 10 мая дивизия взяла село Стране в 2,5 км от Улога. Тесня партизан, итальянцы вышли 12 мая к разрушенному мосту на расстоянии 4,5 км от Калиновика. Однако этот город в тот же день заняли части дивизии «Тауринензе» и боевая группа была возвращена в Невесине.
Вторая боевая группа дивизии «Каччиатори делле Альпи» не выполнила свою задачу по замыканию кольца окружения у Фочи. На её пути к северо-западу от Гацко стояла партизанская группировка численностью около 2000 человек, размещённая в сёлах Сливле, Дублевичи и Юговичи. Итальянцы не смогли преодолеть партизанскую оборону и не пробились далее села Чемерно, лежащего в 10 км северо-восточнее Гацко. Из-за неудачи дивизии «Каччиатори делле Альпи», союзникам не удалось сомкнуть кольцо окружения вокруг сил НОПиДАЮ. Пользуясь этим, Верховный штаб вместе с находившимся на Зеленгоре между Фочей и Гацко 1-й и 2-й Пролетарскими бригадами вышел из окружения через Жабляк и Плужине в пограничный район между Черногорией и Герцеговиной.
15 мая операция была прекращена. Из-за несостоявшегося окружения и ухода партизан командующий немецкими войсками в Сербии генерал Пауль Бадер оценил операцию «Трио-2 / Фоча» как неудачную, а ответственность за неуспех возложил на дивизию «Каччиатори делле Альпи».
По данным командования немецких войск на Юго-Востоке, в ходе операции «Трио-2» было убито 107 партизан, 230 ранено и 741 взят в плен. На немецкой стороне погибли 2 человека. Итогом операции «Трио-2 / Фоча» стало восстановление контроля НГХ над ранее освобождённой партизанами территорией с центром в городе Фоча. Однако полностью цели операции не были достигнуты. Ядро НОПиДАЮ — самые боеспособные и политически надёжные 1-я и 2-я Пролетарские бригады — во главе с Верховным штабом избежало уничтожения и отступило в Черногорию. При этом пролетарские бригады не имели значительных потерь в людях и военном снаряжении. Воинские формирования четников также избежали ликвидации и сохранили своё присутствие в регионе.

### Комментарии
1. ↑  Вся территория НГХ разделялась демаркационной линией на немецкую (северо-восточную) и итальянскую (юго-западную) зоны военного контроля, где могли размещаться соответственно германские или итальянские войска. Согласно Римскому договору от 18 мая 1941 года, Италия аннексировала значительную часть Горского Котара, Хорватского Приморья и Далмации. Эти территории образовывали 1-ю зону итальянской военной ответственности. Полоса Адриатического побережья НГХ, а также её территория, граничащая с 1-й зоной, составляющая по ширине 50—70 км, была объявлена демилитаризованной зоной. В августе 1941 года итальянцы ввели сюда войска под предлогом борьбы с повстанцами. С 7 сентября 1941 года итальянская 2-я армия переняла здесь на себя как военную, так и гражданскую власть, а прежняя демилитаризованная зона стала называться 2-й итальянской зоной, оставаясь номинально территорией НГХ. Осенью 1941 года, под предлогом подавления восстании, итальянские войска заняли оставшуюся часть сферы своего военного контроля в НГХ, которая получила обозначение 3-й итальянской зоны. Находившиеся там домобранские войска были оперативно подчинены итальянскому командование. Органы хорватской гражданской власти в 3-й зоне были сохранены, но поставлены под контроль командования 2-й армии[1][2].
2. ↑  Историк Владимир Шуманович считает оценку Бадера правильной только по факту достигнутого итога. Однако причину неудачи он видит в ошибках планирования операции, допущенных самим Бадером и его штабом. Ответственность Бадера состояла в неравных задачах, поставленных задействованным соединениям. Так, на направлении наступления 718-й пехотной дивизии партизаны не оказывали сопротивления, в то время как дивизии «Каччиатори делле Альпи» пришлось преодолевать оборону двух группировок партизан численностью до 3300 человек. Бадер был проинформирован ещё 20 апреля о большой концентрации партизан на направлении наступления дивизии «Каччиатори делле Альпи» и предупреждён, что итальянцы смогут достичь район Калиновика только к 8—9 мая (по факту 12 мая). Ожидаемое слабое сопротивление партизан на участке немецкого наступления могло быть спрогнозировано по опыту первой фазы операции, а также в силу того, что партизанские подразделения на этом направлении не могли получить подкрепление, так как возможные подходы блокировались дивизией «Пустерия». С учётом неравномерности сосредоточения частей НОПиДАЮ, Бадер обязан был ставить дивизиям выполнимые задачи. Поскольку в штабе Бадера этого не сделали, запланированное окружение не состоялось[15].